# Olavskors

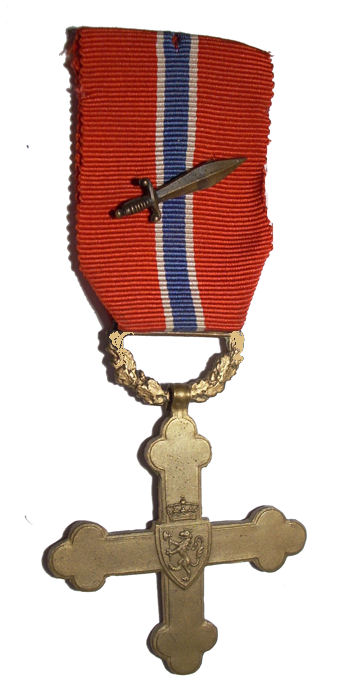
Olavskors används bland annat i den norska militära utmärkelsen Krigskorset.

Olavskors är beteckningen på kors med koppling till Olav den helige. Flera olika korsformer går under beteckningen Olavskors och förbindelsen till traditionen om helgonkungen varierar.

## Olavskorset i Olavsmärket
Det är klöverbladskorset, som det förekommer i Olavsmärket, som oftast omtalas som Olavskorset. I Olavsmärket är korset, symbolen för kristendomen, avbildat tillsammans med två yxor, nationalhelgonet Olav den heliges martyrredskap. Med bakgrund i Olavsmärket som nationell symbol betecknas i enklare sammanhang klöverbladskorset bara som "Olavskorset". Detta innebär dock inte att klöverbladskorset i alla sammanhang bör tydas som Olavskors. Klöverbladskorset är en allmänt förekommande form av kors inom heraldiken, och har i många sammanhang ingen koppling till Olav den helige eller helgontraditionen.
Olav den helige levde under förheraldisk tid och förde själv ingen vapensköld. Det är inte heller känt om han använde någon bestämd form av kors. Korsen som kopplas till helgonkungen är en del av legenden kring Olav den helige, och tillkom långt efter hans död.
Vapnet med klöverbladskorset och de två yxorna var det norska katolska ärkestiftets vapen. Den förste som använde detta vapen var Erik Walkendorf, ärkebiskop i Nidaros 1510–1522. Under ärkebiskop Walkendorf och efterföljaren Olav Engelbrektsson (1523–1537) präglades också norska mynt med klöverbladskorset och yxorna.
Olavsmärket är idag Norska kyrkans officiella vapen.

## Olavskorset i ordensinsignier och medaljer

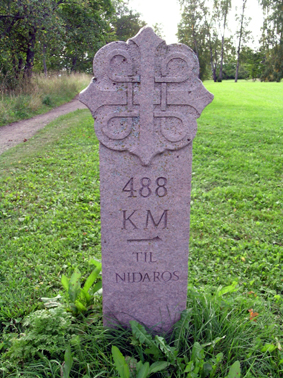
Pilgrimsmärket på milsten för pilgrimsleden i Hamar.

Hela Olavsmärket ingår sedan 1905 i ordenskedjan för Sankt Olavs Orden. Klöverbladskorset, benämnt som "Olavskorset", används ensamt i Krigskorset, instiftat 1941. Olavskorset är det centrala motivet i Kungliga norska förtjänstorden, instiftad 1985. Också Militärkorset, instiftat 2005, använder klöverbladskorset.

## Pilgrimsmärkets Olavskors
Pilgrimsmärket består av en valknut, som en symbol för en sevärdhet, och ett kors med tre utböjda spetsar i korsändarna. Korsformen i pilgrimsmärket omtalas som Olavskors. Symbolen används för att markera platser på pilgrimsleden till Trondheim, som har dokumenterad anknytning till den medeltida traditionen om pilgrimsfärd till Olav den heliges skrin i Nidarosdomen.

## Olavskors i kommunheraldiken

Verdals kommunvapen.

Flera norska kommuner har Olavskors i sina kommunvapen.
Verdal kommun för som vapen "på rød bunn et gull kors, utbøyd og tilspisset". Motiver är hämtat från bilder ur Olav den heliges liv och död på ett altarbord från omkring år 1300, som ursprungligen fanns i Haltdalens stavkyrka, men som idag bevaras i Nidarosdomen. Verdals kommunvapen omtalas ibland som "Olavskorset".
Nord-Trøndelag fylke för som vapen "på sølv bunn et utbøyd gull kors". Motivet är valt med tanke på att Heimskringla anger att Olav den helige i slaget vid Stiklestad bar en vit sköld med ett gult kors: "Kong Olav var kledd slik at han hadde en forgylt hjelm på hodet og et hvitt skjold, der det hellige kors var innlagt med gull".

## Nasjonal Samlings märke
Nasjonal Samling antog vid bildandet 1933 en partisymbol bestående av ett kors i en cirkel, ett solkors. Det var oenighet i NS om symbolen. För den kristvänliga delen av partiet var det viktigt att solkorset användes som en symbol för Olav den helige. I partilitteraturen kallades solkorset ofta för "Olavskorset". För den okristna delen av partiet var korset en symbol för kristendomen och det betonades att symbolen var onordisk. De senare vann striden och hänvisningarna till Olavsmärket försvann till fördel för solkorset.